# Паркс, Тейлор
Тейлор Паркс (англ. Taylor Parks, Taylor Monet Parks) — американская певица, соул-музыкант, актриса, автор и исполнитель, также известная под сценическим именем Tayla Parx. Номинант на премию Грэмми-2019. В 2018 году стала известна как соавтор сразу трёх крупных хитов в лучшей десятке американского основного чарта Billboard Hot 100: «Love Lies» в исполнении Халида и Normani, «Thank U, Next» певицы Арианы Гранде (№ 1 в США и в Великобритании), и «High Hopes» (также № 1 в Hot Rock Songs) от группы Panic! at the Disco.
Тейлор играла роль малышки Айнез (Little Inez) в музыкальном фильме 2007 года «Лак для волос» (Hairspray). Она также участник нескольких телесериалов, например, «Девочки Гилмор», «Все ненавидят Криса», «Carpoolers», «Кости», «Виктория-победительница», и роль в ситкоме «Тру Джексон» телеканала Nickelodeon при участии Кики Палмер. Паркс также личный друг Палмер.

## Биография
См. также «Биографию» в английском разделе.
Родилась 16 сентября 1993 года в г. Мескит, штат Техас (США).
Автор или соавтор около 100 песен известных исполнителей, среди которых такие как Ариана Гранде, Халид, Дженнифер Лопес, BTS, Джейсон Деруло, Pentatonix, Мэрайя Кэри, The Internet, Камила Кабельо, Fifth Harmony, Крис Браун. Среди соавторов Деми Ловато, Бэбифейс, ЛиЭнн Раймс, DJ Mustard, Кристина Агилера, Ашер, Рианна, Ники Минаж, Кеша и Меган Трейнор. Также Паркс соавтор хитов для корейских поп-групп BTS и Red Velvet.

## Фильмография
См. также «Taylor Parks Filmography» в английском разделе.

## Дискография
См. также «Taylor Parks Discography» в английском разделе.

## Награды и номинации
| Год  | Организация                                      | Награда                                    | Работа                            | Результат | Ссылка |
| ---- | ------------------------------------------------ | ------------------------------------------ | --------------------------------- | --------- | ------ |
| 2019 | Grammy Awards                                    | Album of the Year                          | Dirty Computer                    | Номинация | [ 7 ]  |
| 2019 | Broadcast Film Critics Association Awards (2008) | Critics Choice Award. Best Acting Ensemble | «Лак для волос» (Hairspray); 2007 | Победа    | [ 8 ]  |